# Galatasaray SK
Galatasaray Spor Kulübü este un club de fotbal din Istanbul, Turcia care evoluează în Süper Lig.
Cu 61 de trofee naționale, inclusiv un număr record de 25 de titluri Süper Lig, un număr record de 19 Cupe ale Turciei câștigate și un număr record de 17 Supercupe ale Turciei, Galatasaray este una din cele trei echipe turce care au par participat în toate sezoanele campionatului Turciei - Süper Lig, din 1959, și este unicul club din Turcia care a câștigat Süper Lig în patru sezoane consecutive. La Galatasaray au jucat fotbaliști români precum Gheorghe Hagi, Gheorghe Popescu, Adrian Ilie, Iulian Filipescu sau Radu Niculescu.
În 2000, cu Gheorghe Hagi și Gheorghe Popescu în teren, Galatasaray a câștigat Cupa UEFA, devansând la lovituri de departajare clubul Arsenal Londra. Lovitura decisivă a fost transformată de Gică Popescu. Galatasaray avea să câștige și Supercupa Europei în același an, după un meci cu Real Madrid la care echipa turcă a fost antrenată de Mircea Lucescu.

## Palmares

### Competiții interne
- Campionatul Turciei: 
  - Câștigători (25 – record):  1961–62, 1962–63, 1968–69, 1970–71, 1971–72, 1972–73, 1986–87, 1987–88, 1992–93, 1993–94, 1996–97, 1997–98, 1998–99, 1999–2000, 2001–02, 2005–06, 2007–08, 2011–12, 2012–13, 2014–15, 2017–18, 2018–19, 2022–23, 2023–24, 2024–25
- Cupa Turciei:
  - Câștigători (19 – record): 1962–63, 1963–64, 1964–65, 1965–66, 1972–73, 1975–76, 1981–82, 1984–85, 1990–91, 1992–93, 1995–96, 1998–99, 1999–00, 2004–05, 2013–14, 2014–15, 2015–16, 2018–19, 2024–25
- Supercupa Turciei:
  - Câștigători (17 – record): 1966, 1969, 1972, 1982, 1987, 1988, 1991, 1993, 1996, 1997, 2008, 2012, 2013, 2015, 2016, 2019, 2023.

### Competiții internaționale
- Cupa UEFA / UEFA Europa League:
  - Câștigători (1): 1999–00

- Supercupa Europei:
  - Câștigători (1): 2000

- Cupa Campionilor Europeni / UEFA Champions League:
  - Semifinale (1): 1988–89

- Cupa Cupelor UEFA:
  - Sferturi (1): 1991–92

## Lotul actual
La 10 august 2025
| Nr. |           | Poziție | Jucător                         |
| --- | --------- | ------- | ------------------------------- |
| 3   | Turcia    | F       | Metehan Baltacı                 |
| 4   | Senegal   | F       | Ismail Jakobs                   |
| 5   | Turcia    | M       | Eyüp Aydın                      |
| 6   | Columbia  | F       | Davinson Sánchez                |
| 7   | Ungaria   | A       | Roland Sallai                   |
| 8   | Brazilia  | M       | Gabriel Sara                    |
| 9   | Argentina | A       | Mauro Icardi (căpitan)          |
| 10  | Germania  | A       | Leroy Sané                      |
| 11  | Turcia    | A       | Yunus Akgün                     |
| 17  | Turcia    | F       | Eren Elmalı                     |
| 18  | Turcia    | M       | Berkan Kutlu (al 3-lea căpitan) |
| 19  | Turcia    | P       | Günay Güvenç                    |
| 21  | Turcia    | A       | Ahmed Kutucu                    |
| 22  | Italia    | M       | Nicolò Zaniolo                  |
| 23  | Turcia    | F       | Kaan Ayhan (al 2-lea căpitan)   |
| 24  | Danemarca | F       | Elias Jelert                    |

| Nr. |           | Poziție | Jucător             |
| --- | --------- | ------- | ------------------- |
| 25  | Danemarca | F       | Victor Nelsson      |
| 26  | Columbia  | F       | Carlos Cuesta       |
| 27  | Germania  | F       | Derrick Köhn        |
| 30  | Austria   | A       | Yusuf Demir         |
| 33  | Turcia    | M       | Gökdeniz Gürpüz     |
| 34  | Uruguay   | M       | Lucas Torreira      |
| 38  | Turcia    | P       | Atakan Ordu         |
| 42  | Turcia    | F       | Abdülkerim Bardakcı |
| 45  | Nigeria   | A       | Victor Osimhen      |
| 50  | Turcia    | P       | Jankat Yılmaz       |
| 53  | Turcia    | A       | Barıș Yılmaz        |
| 83  | Turcia    | M       | Efe Akman           |
| 88  | Turcia    | F       | Kazımcan Karataș    |
| 91  | Turcia    | F       | Arda Ünyay          |
| 99  | Gabon     | M       | Mario Lemina        |

### Împrumutați
| Nr. |         | Poziție | Jucător                                                     |
| --- | ------- | ------- | ----------------------------------------------------------- |
|     | Polonia | M       | Przemysław Frankowski (la Rennes până pe 30 iunie 2026)     |
|     | Turcia  | A       | Halil Dervișoğlu (la Çaykur Rizespor până pe 30 iunie 2026) |

| Nr. |                  | Poziție | Jucător                                                  |
| --- | ---------------- | ------- | -------------------------------------------------------- |
|     | Coasta de Fildeș | A       | Wilfried Zaha (la Charlotte FC până pe 17 ianuarie 2026) |

## Căpitanii echipei
| Boris Nikolov  | 1905–12 |
| Adil Giray     | 1920–24 |
| Nihat Bekdik   | 1924–36 |
| Gündüz Kılıç   | 1936–53 |
| Bülent Eken    | 1953–54 |
| Coșkun Özarı   | 1954–60 |
| Turgay Șeren   | 1960–67 |
| Metin Oktay    | 1967–69 |
| Talat Özkarslı | 1969–71 |

| Uğur Köken      | 1971–73 |
| Muzaffer Sipahi | 1973–75 |
| Nihat Akbay     | 1975–78 |
| Mehmet Oğuz     | 1978–79 |
| Gökmen Özdenak  | 1979–80 |
| Fatih Terim     | 1980–85 |
| Cüneyt Tanman   | 1985–91 |
| Erdal Keser     | 1991–94 |
| Tugay Kerimoğlu | 1994–95 |

| Bülent Korkmaz   | 1995–05 |
| Hakan Șükür      | 2005–08 |
| Ümit Karan       | 2008–09 |
| Arda Turan       | 2009–11 |
| Sabri Sarıoğlu   | 2011–14 |
| Selçuk İnan      | 2014–20 |
| Fernando Muslera | 2020–   |

## Antrenori
| Perioada  | Nume                                      | Țara             |
| --------- | ----------------------------------------- | ---------------- |
| 1905-1906 | Boris Nikolov (antrenor/jucător)          | Bulgaria         |
| 1907-1907 | Emin Bülent Serdaroğlu (antrenor/jucător) | Turcia           |
| 1908-1911 | Horace Armitage (antrenor/jucător)        | Anglia           |
| 1911-1914 | Emin Bülent Serdaroğlu (antrenor/jucător) | Turcia           |
| 1915-1915 | Sadi Bey                                  | Turcia           |
| 1916-1917 | Ali Sami Yen                              | Turcia           |
| 1919-1921 | Necip Șahin (antrenor/jucător)            | Turcia           |
| 1922-1923 | Adil Giray (antrenor/jucător)             | Turcia           |
| 1924-1928 | Billy Hunter                              | Scoția           |
| 1929-1929 | Nihat Bekdik (antrenor/jucător)           | Turcia           |
| 1930-1931 | Jules Limbeck                             | Franța / Ungaria |
| 1931-1932 | Fred Pagnam                               | Anglia           |
| 1933-1936 | Syd Puddefoot                             | Anglia           |
| 1937-1937 | Hans Baar                                 | Austria          |
| 1938-1938 | Peter Szabó                               | Ungaria          |
| 1938-1939 | Peter Tandler                             | Austria          |
| 1939-1939 | Hayman                                    | Anglia           |
| 1939-1940 | Ceslav Zaharczuk                          | Polonia          |
| 1941-1945 | John Begget                               | Anglia           |
| 1945-1946 | Miço Dimitriyadis                         | Turcia           |
| 1947-1947 | Josef Szweng                              | Ungaria          |
| 1947-1949 | Pat Molloy                                | Anglia           |
| 1950-1952 | Donald Lockhead                           | Anglia           |
| 1952-1953 | Gündüz Kılıç                              | Turcia           |
| 1953-1954 | László Székely                            | Ungaria          |
| 1954-1957 | Gündüz Kılıç                              | Turcia           |
| 1957-1958 | George Dick                               | Anglia           |
| 1959-1961 | Leandro Remondini                         | Italia           |
| 1961-1963 | Gündüz Kılıç / Coșkun Özarı               | Turcia           |
| 1964-1967 | Gündüz Kılıç                              | Turcia           |
| 1967-1968 | Eșfak Aykaç / Bülent Eken                 | Turcia           |
| 1968-1970 | Tomislav Kaleperović                      | Iugoslavia       |
| 1970-1971 | Coșkun Özarı                              | Turcia           |
| 1971-1974 | Brian Birch                               | Anglia           |
| 1974-1975 | Jack Mansell                              | Anglia           |
| 1975-1976 | Don Howe                                  | Anglia           |
| 1976-1977 | Malcolm Allison                           | Anglia           |
| 1977-1978 | Fethi Demircan                            | Turcia           |
| 1978-1979 | Coșkun Özarı                              | Turcia           |
| 1979-1980 | Turgay Șeren                              | Turcia           |
| 1980-1982 | Brian Birch                               | Anglia           |
| 1982-1983 | Özkan Sümer                               | Turcia           |
| 1983-1984 | Tomislav Ivić                             | Iugoslavia       |
| 1984-1987 | Jupp Derwall                              | Germania         |
| 1987-1989 | Mustafa Denizli                           | Turcia           |
| 1989-1990 | Siegfried Held                            | RFG              |
| 1990-1992 | Mustafa Denizli                           | Turcia           |
| 1992-1993 | Karl-Heinz Feldkamp                       | Germania         |
| 1993-1994 | Reiner Hollmann                           | Germania         |
| 1994-1995 | Reinhard Saftig                           | Germania         |
| 1995-1996 | Graeme Souness                            | Scoția           |
| 1996-2000 | Fatih Terim                               | Turcia           |
| 2000-2002 | Mircea Lucescu                            | România          |
| 2002-2004 | Fatih Terim                               | Turcia           |
| 2004-2005 | Gheorghe Hagi                             | România          |
| 2005-2007 | Eric Gerets                               | Belgia           |
| 2007-2008 | Karl-Heinz Feldkamp                       | Germania         |
| 2008-2008 | Cevat Güler                               | Turcia           |
| 2008-2009 | Michael Skibbe                            | Germania         |
| 2009-2009 | Bülent Korkmaz                            | Turcia           |
| 2009-2010 | Frank Rijkaard                            | Țările de Jos    |
| 2010-2011 | Gheorghe Hagi                             | România          |
| 2011-2011 | Bülent Ünder (interim)                    | Turcia           |
| 2011-2013 | Fatih Terim                               | Turcia           |
| 2013-2014 | Roberto Mancini                           | Italia           |
| 2014-2014 | Cesare Prandelli                          | Italia           |
| 2014-2015 | Hamza Hamzaoğlu                           | Turcia           |
| 2015-2016 | Mustafa Denizli                           | Turcia           |
| 2016-2016 | Orhan Atık (interim)                      | Turcia           |
| 2016-2017 | Jan Olde Riekerink                        | Țările de Jos    |
| 2017-2017 | Igor Tudor                                | Croația          |
| 2017-2022 | Fatih Terim                               | Turcia           |
| 2022-2022 | Domènec Torrent                           | Spania           |
| 2022-     | Okan Buruk                                | Turcia           |

## Președinți
| Nume            | Perioada |
| --------------- | -------- |
| Alp Yalman      | 1990–96  |
| Faruk Süren     | 1996–01  |
| Mehmet Cansun   | 2001–02  |
| Özhan Canaydın  | 2002–08  |
| Adnan Polat     | 2008–11  |
| Ünal Aysal      | 2011–14  |
| Duygun Yarsuvat | 2014–15  |
| Dursun Özbek    | 2015–18  |
| Mustafa Cengiz  | 2018–21  |
| Burak Elmas     | 2021–22  |
| Dursun Özbek    | 2022–    |